# Ceratosaurus
Ceratosaurus ("rogati gušter", što se odnosi na rog na njegovom nosu - grč. κερας/κερατος, keras/keratos znači "rog", a σαυρος/sauros znači "gušter") je bio veliki dinosaur mesožder iz perioda kasne jure. Pronađen je u formaciji Morrison u Sjevernoj Americi, u Tanzaniji i Portugalu. Karakteriziraju ga velike ralje sa zubima poput noževa, veliki rog na njušci i par rogova iznad očiju. Prednji udovi su bili snažni ali kratki. Red malenih ostoderma se nalazio duž njegovih leđa.

## Opis
Ceratosaurus je bio tipični teropod, s velikom glavom, kratkim prednjim udovima, glomaznim nogama i dugim repom.

### Lubanja
Lubanja Ceratosaurusa je bila prilično velika u odnosu na ostatak tijela. S obje strane premaxillae su bila samo tri zuba; s obje strane gornje čeljusti je bilo 12 do 15 ravnih i podugih zuba; s obje strane donje čeljusti je bilo 11 do 15 zuba. Istaknuti rog na nosu je formiran od ispupčenja na kostima nosa. Postoji jedan primjerak mladunca kod kojeg dvije polovice roga nisu još sklopljene. Zajedno s velikim rogom na nosu, Ceratosaurus je imao manje roščiće ispred očiju, slično kao Allosaurus. Ti hrbati su nastali povećavanjem suznih kostiju.

### Ostatak tijela
Jedinstveno među teropodima, Ceratosaurus je imao dermalni oklop, u obliku malenih ostoderma koji su mu išli niz leđa. Rep Ceratosaurusa je činio oko polovicu dužine tijela. Bio je tanak i pokretljiv.

### Veličina
Nomenklaturalni tip je bio dug oko 5,3 metra, ali nije jasno je li ovaj primjerak bio odrastao. David B. Norman (1985.) je procijenio da je maksimalna dužina Ceratosaurusa mogla biti 6 m. Prilično velik primjerak Ceratosaurusa, koji je bio otkriven sredinom 1960-ih, je bio dug 8,8 m.
Marsh (1884.) je predložio da je Ceratosaurus težio upola manje od Allosaurusa. U knjizi Predatory Dinosaurs of the World (Dinosauri grabežljivci svijeta) (1988.), Gregory S. Paul je procijenio da je nomenklaturalni kostur C. nasicornis pripadao životinji koja je težila oko 524 kg. Veliki femur iz Cleveland-Lloyd Quarryja prikazuje mnogo veću i težu jedinku, čiju je težinu Paul procijenio na oko 980 kg. Ovaj primjerak (UUVP 56) je kasnije pripojen novoj vrsti, C. dentisulcatus. Međutim, John Foster je 2007. predložio da je Ceratosaurus bio mnogo manji. On je procijenio da je C. magnicornis bio težak 275 kg, a C. dentisulcatus 452 kg.

## Otkriće i vrste
Ceratosaurus je poznat iz Cleveland Lloyd Dinosaur Quarryja iz Utaha i Dry Mesa Quarryja iz Coloradoa. Nomenklaturalni tip vrste, koju je 1884. opisao O. C. Marsh i ponovno opisao Gilmore 1920. godine, je Ceratosaurus nasicornis.
Još dvije vrste su opisane 2000. godine: C. magnicornis (iz Coloradoa)  C. dentisulcatus. C. magnicornis ima neznatno obliji rog, ali je inače slična C. nasicornis; C. dentisulatus je veća (preko 7 metara) i nema poznat oblik roga (ako ga je imala). Ostaci iz Portugala su pripojeni vrsti C. dentisulcatus (Mateus et al. 2006.).
Iz manje potpunih ostataka su opisane i vrste C. ingens i C. stechowi. Postoje u stratigrafskim zonama 2 i 4-6 u formaciji Morrison.
Vrste roda Ceratosaurus:
- C. dentisulcatus
- C. ingens
- C. magnicornis
- C. meriani
- C. nasicornis (tip)
- C. stechowi

## Ponašanje
Ceratosaurus je živio uz dinosaure poput Allosaurusa, Torvosaurusa, Apatosaurusa, Diplodocusa i Stegosaurusa. Ceratosaurus je dostizao duljinu od 6 do 8 metara, bio je visok oko 2,5 metra i težio je između 500 kg i 1 tone. Bio je manji od drugih grabežljivaca svog vremena (alosaura i Torvosaurusa) i vjerojatno je zauzimao drugačiju nišu od njih. Fosili Ceratosaurusa su upadljivo rjeđi od Allosaurusovih, ali nije sigurno je li i inače bio rijedak (životinje koje imaju određeni način života se češće fosiliziraju od drugih). Ceratosaurus je imao duže i pokretljivije tijelo i rep kao kod krokodila. To navodi na zaključak da je bio bolji plivač od Allosaurusa. Nedavna Bakkerova istraživanja pokazuju da je Ceratosaurus uglavnom lovio vodeni plijen, poput riba i krokodila, iako je mogao loviti i velike dinosaure. Istraživanje također pretpostavlja da su ponekada mladunci i odrasli jeli zajedno. Ovo je sporno, a otisci zuba Ceratosaurusa su vrlo česti na velikim kopnenim dinosaurima biljožderima. Možda se i jednim dijelom prehranjivao strvinama dinosaura.

### Rog
Marsh (1884.) je smatrao da je rog Ceratosaurusa "izuzetno moćno oružje", i za napad i za odbranu, a Gilmore (1920.) se složio s njim. Međutim, danas se to smatra netočnom tvrdnjom. Norman (1985.) je vjerovao da rog "vjerojatno nije služio za odbranu", ali je umjesto toga mogao služiti u međusobnim borbama između mužjaka Ceratosaurusa koji su se takmičili za pravo na parenje. Paul (1988.) je predložio sličnu funkciju i ilustrirao dva Ceratosaurusa u borbi. Rowe i Gauthier (1990.) su otišli još dalje i pretpostavili da je rog Ceratosaurusa "vjerojatno služio samo za udvaranje" i nije igrao ulogu u fizičkim sukobima. Ako je služio za udvaranje, onda je vjerojatno bio jarkih boja.

## Klasifikacija
Srodnici Ceratosaurusa su Genyodectes, Elaphrosaurus, i abelisauridi poput Carnotaurusa. Klasifikacija Ceratosaurusa i njegovih najbližih srodnika je odnedavno debatirana. Ceratosauridi su jedinstveni jer dijele neke primitivne osobine s coelophysoidima, ali i neke s teropodima tetanurima koje ne postoje kod coelophysoida. Izgleda da su mu najbliži srodnici abelisauridi iz krede, ali je Ceratosaurus opet enigma jer je živio desetke milijuna godina prije nego što se pojavila ikakva vrsta iz rane krede da ih poveže.
U prošlosti su Ceratosaurus, abelisauridi iz krede i primitivni coelophysoidi bili grupirani zajedno i zvani Ceratosauria. Smatrali su ih teropodima bližim Ceratosaurusu nego pticama. Nedavna istraživanja su, međutim, našla velike razlike između većih i naprednijih ceratosaura i primitivnih dinosaura poput Coelophysisa. Iako se smatraju manje srodnim pticama među teropodima, Ceratosaurus i njegovi srodnici su i dalje vrlo slični pticama i imaju čak kosti nožja sličnije pticama nego Allosaurus. Kao i kod svih dinosaura, što se više fosila ovih životinja nađe, to će se moći bolje razumjeti njihova evolucija i srodstvo.

## U popularnoj kulturi
Ceratosaurus se pojavio u nekoliko filmova, uključujući i u prvom ne-animiranom filmu s dinosaurima, Brute Force (Brutalna sila) (1914.). U filmu The Animal World (Životinjski svijet) (1956.) jedan Ceratosaurus ubija Stegosaurusa u borbi, ali ga uskoro napadne drugi Ceratosaurus koji pokušava da ukrade hranu. Scena završava s padom oba Ceratosaurusa s ruba jako visoke litice.
Jedan Ceratosaurus se bori s Triceratopsom u rimejku filma One Million Years B.C. (Milijun godina prije Krista) (1966.). Ceratosaurus je također prikazan u filmu The Land That Time Forgot (Zemlja koju je vrijeme zaboravilo) (1975.) gdje se bori s Triceratopsom, kao i u drugom dijelu, The People That Time Forgot (Ljudi koje je vrijeme zaboravilo) (1977.) gdje Patrick Wayne spašava pećinsku djevojku od dva Ceratosaurusa bacanjem dimne bombe na njih (nakon što nije uspio da ih uplaši pucanjem u zrak kad je privukao njihovu pažnju na sebe). Ceratosaurus se nakratko pojavio u filmu Jurski park 3, gdje zbog smrada izmeta na glavnim likovima ne napada nikoga od njih. Ovaj dinosaur se također pojavio u dokumentarnom filmu When Dinosaurs Roamed America (Kada su dinosauri lutali Amerikom), gdje je Ceratosaurus nekoliko puta prikazan kao grabežljivac. Ubija jednog Dryosaurusa i pojede ga, ali njega kasnije ubije i pojede Allosaurus. Ceratosaurus je također prikazan u nekoliko epizoda Jurassic Fight Cluba (Jurski borbeni klub) gdje se vidi kao rival Allosaurusima i da lovi Stegosauruse.

## Drugi projekti
|  | Zajednički poslužitelj ima još gradiva o temi Ceratosaurus |
|  | Wikivrste imaju podatke o taksonu Ceratosaurusu            |